# Luthers lille Katekismus
Luthers lille Katekismus blev skrevet af Martin Luther og publiceret i 1529, beregnet på undervisning af børn. Den behandler De ti bud, Den apostolske trosbekendelse, Fadervor, dåben, nadveren og skriftemålet. Luthers lille Katekismus er et af Den Danske Folkekirkes bekendelsesskrifter.